# مدارس آيات
اعتبرت قصيدة دعبل الخزاعي (مدارس آيات) إحدى قمم البلاغة العربية و(أحسن الشعر وفاخر المدايح المقولة في أهل البيت) وامتازت بقوة التعبير وروعة الأداء، عدد أبياتها (121) بيتاً..«وقصيدة دعبل مدارس آيات  (التائية) في أهل البيت من أحسن الشعر وأسنى المدايح».
قال دعبل: في سنة 198 هـ دخلت على سيدي الإمام أبي الحسن علي بن موسى الرضا بخراسان، فقلت له: يا بن رسول الله، إني قلت فيكم أهل البيت قصيدة، وآليت على نفسي أن لا أنشدها أحداً قبلك وأحب أن تسمعها مني.
فقال لي: هاتها.... فأنشدته:

## وصلات خارجية
- تسجيل إلقاء القصيدة عن اليوتيوب